# Roman Sławomir Dąbrowski
Roman Sławomir Dąbrowski – polski chemik, dr hab., profesor zwyczajny Instytutu Chemii Wydziału Nowych Technologii i Chemii Wojskowej Akademii Technicznej im. Jarosława Dąbrowskiego.

## Życiorys
Obronił pracę doktorską, następnie uzyskał stopień doktora habilitowanego. 19 kwietnia 1990 nadano mu tytuł profesora w zakresie nauk chemicznych. Był profesorem zwyczajnym Instytutu Chemii Wydziału Nowych Technologii i Chemii Wojskowej Akademii Technicznej im. Jarosława Dąbrowskiego.